# Андрич, Драгослав (писатель)
Драгослав Андрич (10 ноября 1923, Чачак — 27 мая 2005, Белград) — сербский писатель, переводчик, публицист, лингвист-лексиколог и шахматист.

## Биография
Родился в семье выпускника Оксфордского университета Елисие Андрича и школьной учительницы Зорки Андрич. Окончил театральное отделение Белградской музыкальной академии, драматическую студию при Народном театре Сербии, позже – философский факультет Белградского университета по специальности английская филология. 10 лет был штатным драматургом Белградского драматического театра. В 1990-е гг. стал почетным профессором Чикагского университета. Читал там курс художественного перевода. Помимо собственных произведений, опубликовал несколько книг на шахматные темы и большое количество антологий переводов с английского, французского, фламандского, японского и других языков. Переводил на сербский язык произведения Э. Колдэулла, О. Нэша, К. Портера, Э. Ионеско, Ж. Фейдо, Боба Дилана и многих других авторов. Член Ассоциации литературных переводчиков Сербии, Ассоциации писателей Сербии и сербского ПЕН-центра.
Был женат на актрисе Белградского драматического театра Радмиле Радованович, сын — Любодраг Андрич.

### Награды
- Премия Милоша Н. Джурича за лучший перевод (1969) — за перевод книги О. Ф. Нэша «Штыки»[1][2]
- Премия Ассоциации литературных переводчиков Сербии за жизненные достижения (1991)[3]
- Премия «Золотой перстень деспота Стефана Лазаревича» (премия книжного клуба «Багдала» из города Крушевац) (1991)[4][5]
- Вукова премия (высшая государственная награда за работу в области образования, науки и искусства)

### Шахматная деятельность
Занимался шахматами с 11 лет. Имел звание национального мастера. Четырежды участвовал в чемпионатах Югославии (1948 / 49, 1950 / 51, 1951, 1952 гг.; лучший результат — дележ 4—6 мест в 1951 г.). В составе сборной Югославии в 1952 и 1953 гг. участвовал в матчах с объединенной сборной Германии (набрал пол-очка в двух партиях с Л. Рельштабом) и сборной Италии (выиграл обе партии у Дж. Примаверы). Принимал участие в белградских международных турнирах 1952, 1961 и 1968 гг. Выступал в соревнованиях до 1981 г.

#### Основные спортивные результаты
| Год         | Город         | Соревнование                                               | + | −  | =  | Результат | Место         |
| ----------- | ------------- | ---------------------------------------------------------- | - | -- | -- | --------- | ------------- |
| 1948 / 1949 | Белград       | Чемпионат Югославии                                        | 3 | 6  | 8  | 7 из 17   | 14—16         |
| 1950 / 1951 | Любляна       | Чемпионат Югославии                                        | 3 | 7  | 7  | 6½ из 17  | 16—17         |
| 1951        | Сараево       | Чемпионат Югославии                                        | 6 | 3  | 10 | 11 из 19  | 4—6           |
| 1952        | Белград       | Международный турнир                                       | 2 | 6  | 11 | 7½ из 19  | 16            |
|             | Белград       | Чемпионат Югославии                                        | 4 | 3  | 12 | 10 из 19  | 7—9           |
|             | Аграм         | Матч Югославия — Германия (?-я доска, против Л. Рельштаба) | 0 | 1  | 1  | ½ из 2    |               |
| 1953        | Блед          | Матч Югославия — Италия (8-я доска, против Дж. Примаверы)  | 2 | 0  | 0  | 2 из 2    |               |
| 1961        | Белград       | Международный турнир                                       | 3 | 4  | 4  | 5 из 11   | 15—19         |
| 1965        | Богнор-Риджис | Мемориал В. Менчик                                         |   |    |    |           |               |
| 1968        | Белград       | Международный турнир                                       | 2 | 10 | 1  | 2½ из 13  | 14            |
| 1981        | Каорле        | Опен-турнир                                                | 4 | 3  | 2  | 5 из 9    | [ 24 ] [ 25 ] |